# Itatiaya
Itatiaya is een geslacht van spinnen uit de  familie van de Ctenidae (kamspinnen).

## Soorten
- Itatiaya apipema Polotow & Brescovit, 2006
- Itatiaya iuba Polotow & Brescovit, 2006
- Itatiaya modesta Mello-Leitão, 1915
- Itatiaya pucupucu Polotow & Brescovit, 2006
- Itatiaya pykyyra Polotow & Brescovit, 2006
- Itatiaya tacamby Polotow & Brescovit, 2006
- Itatiaya tubixaba Polotow & Brescovit, 2006
- Itatiaya ywyty Polotow & Brescovit, 2006